# توم ريتشاردسون (لاعب كريكت)
توم ريتشاردسون (بالإنجليزية: Tom Richardson)‏ (11 أغسطس 1870 في المملكة المتحدة - 2 يوليو 1912 في فرنسا) هو لاعب كريكت بريطاني (وحمل سابقاً جنسية المملكة المتحدة لبريطانيا العظمى وأيرلندا). شارك مع منتخب إنجلترا للكريكت.

## وصلات خارجية
- توم ريتشاردسون على موقع إي آس بي آن كريك إنفو (الإنجليزية)